# Luka Drča
Luka Drča (in serbo Лука Дрча?; Belgrado, 26 agosto 1987) è un ex cestista serbo.

## Carriera
Con la Serbia universitaria ha disputato le Universiadi di Shenzhen 2011.